# Centro de Estudios Avanzados
El Centro de Estudios Avanzados (CEA) del Instituto Venezolano de Investigaciones Científicas (IVIC) es un organismo coordinador de actividades académicas de cuarto nivel en Venezuela. Fue creado a principios de 1970 y tiene su sede en Altos de Pipe, estado Miranda. Actualmente ofrece cursos de maestría y doctorado en Antropología, Biología de la Reproducción Humana, Bioquímica, Ecología, Estudios Sociales de la Ciencia, Física, Física Médica, Fisiología y Biofísica, Genética Humana, Inmunología, Matemáticas, Microbiología, Modelos Aleatorios y Química.

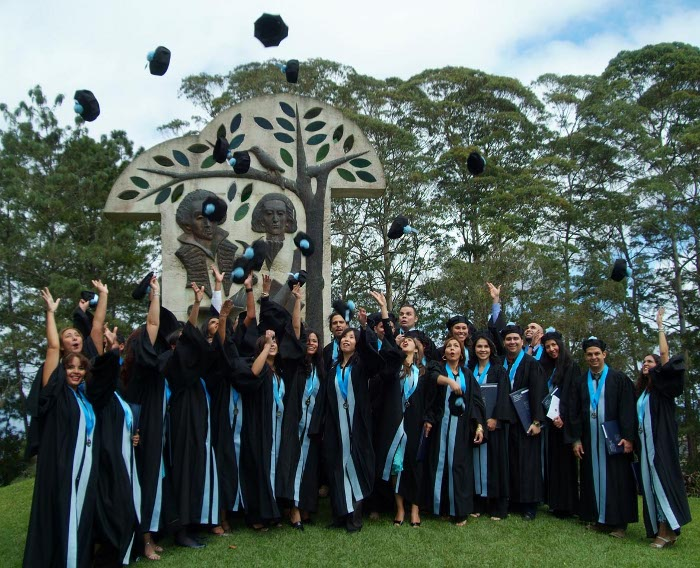
Graduación

## Objetivos
Los objetivos del CEA son:
- Formar profesionales de la investigación científica que contribuyan a resolver los problemas del conocimiento, indispensables para el desarrollo económico, social y cultural del país.
- Vincular a los futuros profesionales de carreras científicas a las tareas de investigación.

Dentro del IVIC se ha valorado el aporte del CEA para la captación y retención de talento humano en el área científica que ha permitido renovar las líneas de investigación y fomentar la expansión y el cambio generacional en diferentes centros de investigación dentro y fuera del instituto. Además ha contribuido a la profesionalización y consolidación de varias ramas del saber en Venezuela.

## Egresados y áreas de estudio
Entre 1973 y 2016 el CEA ha formado especialistas en 22 áreas de la ciencia, y ha otorgado 1333 títulos académicos: 966 títulos de Magister Scientiarum y 367 títulos de doctorado (Philosophus scientiarum hasta 2001 y Doctor en Ciencias desde 2002) en 48 actos académicos. Por otro lado, el CEA permite la estancia de estudiantes de pregrado como asistentes, tesistas, visitantes y en entrenamiento, así como la permanencia de alumnos de bachillerato en calidad de pasantes. 
El año con mayor número de egresados ha sido el 2011 con 53, mientras que en el año 1988 no hubo egresados. Después de una disminución notable en los años 90, se han recuperado o superado los niveles anteriores, y se observa un cambio en la proporción de sexos, con más mujeres egresadas en los últimos 15 años. En total, el 56% de los egresados del CEA son mujeres. Las área de estudio que han producido mayor cantidad de egresados han sido la química, inmunología y la bioquímica.

## Decanos
Algunos decanos del CEA han sido el Dr. Fulgencio Proverbio (1995-1995), el Dr.  Carlo Caputo (2002-2003), entre otros. Actualmente ejerce como primera decana la Dra. Aileen Lozsán.